# Час комедии с Сонни и Шер
The Sonny & Cher Comedy Hour — американское эстрадное шоу, в котором принимал участие американский поп-рок дуэт «Сонни и Шер», тогда муж и жена. Шоу выходило на канале CBS в США, а премьера состоялась в августе 1971 года. Производство шоу было прекращено в мае 1974 года из-за развода пары, но в 1976 году дуэт воссоединился для аналогичного по формату «Шоу Сонни и Шер» (англ. The Sonny & Cher Show — это название периодически использовалось во время выхода «Часа комедии»), которое шло два сезона и завершилось 29 августа 1977 года. 

## The Sonny & Cher Comedy Hour(1971—1974)
К 1971 году дуэт «Сонни и Шер» перестал выпускать хиты, а их совместный фильм «Честити» потерпел неудачу, поэтому пара решила сосредоточиться на выступлениях в ночных клубах по всей стране. Однажды их заметил Фред Сильверман, отвечавший тогда за программирование эфира на CBS, и предложил собственное комедийное шоу. Первоначально предполагалось, что «Час комедии c Сонни и Шер» будет летней заменой до начала телевизионного сезона, но высокие рейтинги дали Сильверману достаточно оснований для возвращения шоу в том же году на постоянное место в сетке вещания. Шоу снималось на студии CBS Television City в Голливуде.
На протяжении всего своего существования шоу входило в топ-20 рейтингов. Каждый выпуск открывался тематической песней шоу, которая переходила в первые несколько нот песни «The Beat Goes On». Далее Сонни обменивался колкостями с Шер, предоставляя ей возможность язвительно, но комично охарактеризовать его в ответ. Затем следовали комедийные сценки, смешанные с музыкальными номерами. В конце каждого эпизода Сонни и Шер пели для зрителей свой хит «I Got You Babe», иногда с маленьким сыном Чезом (которого до перехода звали Честити) на руках.
В скетчах появлялись многие постоянные участники шоу. Среди них можно отметить Тери Гарр, Мюррэя Лэнгстона и Стива Мартина (который также был одним из сценаристов шоу). Среди постоянных участников были:
- Питер Каллен (1971—1974)
- Фриман Кинг (1971—1974)
- Мюррэй Лэнгстон (1971—1974)
- Кларк Карр (1971—1972)
- Том Солари (1971—1972)
- Тед Зиглер (1971—1974)
- Стив Мартин (1972—1975)
- Билли Ван (1973—1976)
- Боб Эйнштейн (1973—1974)
- Тери Гарр (1973—1974)

Среди многочисленных гостей, выступавших в программе «Час комедии Сонни и Шер», были Кэрол Бернетт, Джордж Бёрнс, Глен Кэмпбелл, Тони Кёртис, Бобби Дарин, Филлис Диллер, Фэрра Фосетт, Мерв Гриффин, The Jackson 5, Джерри Ли Льюис, Рональд Рейган, Бёрт Рейнольдс, The Righteous Brothers, Дина Шор, Салли Струтерс, The Supremes, Чак Берри и Дик Кларк. 
Шоу должно было вернуться на четвертый сезон в октябре 1974 года, но осенью того же года Сонни и Шер расстались, что привело к отмене шоу.
В 2004 году избранные эпизоды из The Sonny & Cher Comedy Hour были выпущены в виде набора из трёх дисков под названием The Sonny & Cher Ultimate Collection: The Best of The Sonny & Cher Comedy Hour and The Sonny & Cher Show.

### Повторяющиеся сценки

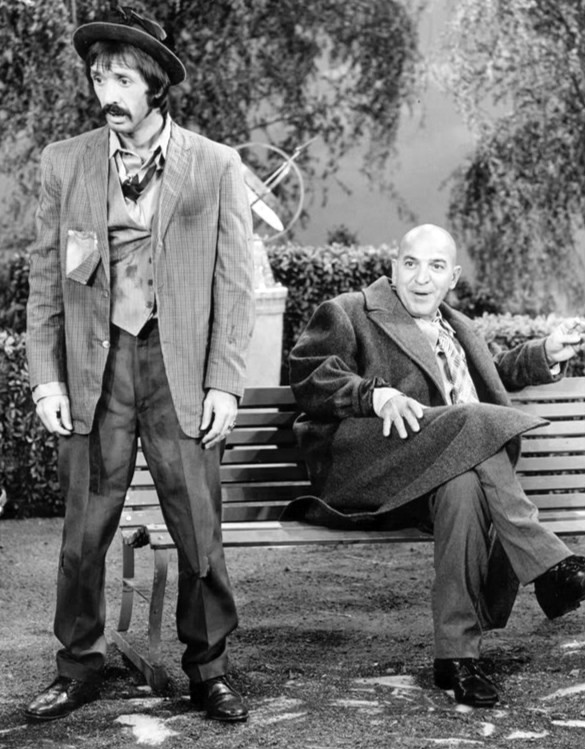
Сонни Боно и Телли Савалас во время съёмок «Часа комедии Сонни и Шер»

- Скетч Вамп: эпизод, включающий как минимум три мини-сценки, в которых Шер играла роковых женщин в истории (например, Клеопатру, Нефертити, Марлен Дитрих), каждая из которых предварялась Шер, лежащей в гостиной на старинном пианино, на котором Сонни изображал игру, напевая один куплет песни между каждым мини-скетчем (текст обычно настраивал на следующий мини-скетч), за которым следовал припев: «She was a scamp, a camp and a bit of a tramp, she was a V-A-M-P, vamp». В конце все герои каждой сценки (даже Сонни и Шер, благодаря трюку камеры, в своих соответствующих костюмах) собирались вместе, чтобы спеть финальный припев. В последующих сезонах скетч Вамп был заменен на Shady Miss Lady Luck, аналогичную серию мини-набросков, в которых Шер выступала в стиле Лас-Вегаса.
- Пицца Сонни: Сонни — владелец пиццерии, чья еда, по мнению почти всех, кроме самого Сонни, не пригодна для употребления в пищу (логотип на входной двери дополнен слоганом: «Вы не поверите, что съели всё это», обыгрывающим популярную в то время рекламу Alka-Seltzer).
- Мистер и Мисс: в этом скетче с гендерными изменениями Шер была кормилицей в семье, работала бизнесменом и носила костюм-тройку. Она приходила домой к Сонни, недовольному мужу-домохозяину, который обычно жаловался на то, как плохо прошел его день.
- Гадалка: Шер находится внутри гадального автомата. Когда Сонни вставлял четвертак, чтобы узнать своё предсказание, она выдавала плохие новости или оскорбления, но любой другой, особенно приглашенная звезда, получал хорошее предсказание, которое почти сразу же сбывалось.
- В прачечной: скетч о прачечной, в котором Шер в роли Лаверн, безвкусно одетой домохозяйки, отпускала шуточки в адрес невозмутимой Оливии, которую играла Тери Гарр.

## Собственные шоу
В 1974 году Сонни и Шер согласились прекратить шоу, поскольку они расходились друг с другом. Следующей осенью их временной интервал был отдан Tony Orlando and Dawn. В течение следующих двух лет они оба снимались в отдельных эстрадных шоу

### The Sonny Comedy Revue

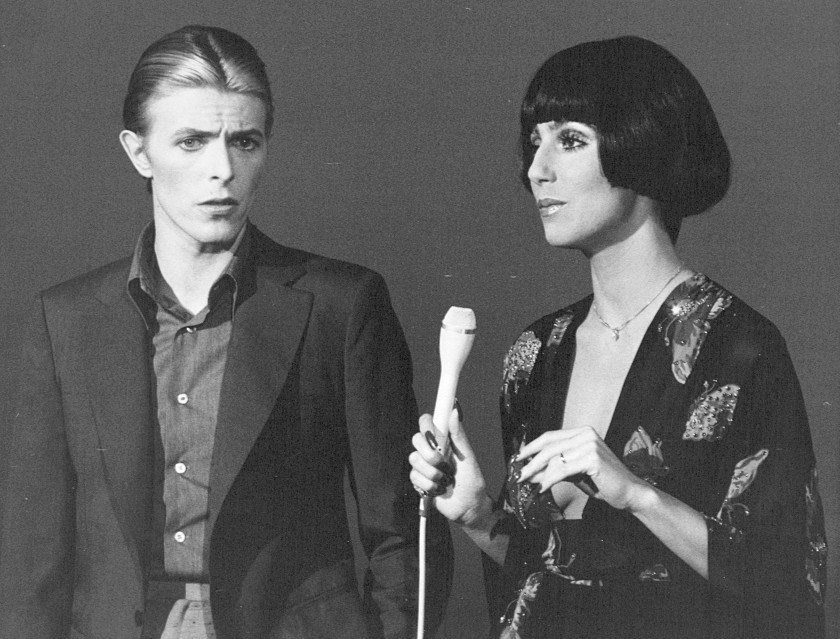
Шер и Дэвид Боуи на шоу Cher, 1975

Шоу Сонни Боно 1974 года The Sonny Comedy Revue возглавило воскресную вечернюю сетку ABC, но продлилось всего 13 эпизодов. И хотя в нем по-прежнему работала творческая группа, создавшая «Час комедии Сонни и Шер», сольная работа Боно в значительной степени стала жертвой неудачного временного интервала шоу и наличия уже устоявшихся рейтинговых программ, с которыми оно выходило в одно время на NBC и CBS. 

### Cher
В начале 1975 года Шер также вернулась сетевое телевещание со своим сольным эстрадным шоу под названием Cher, которое осталось на канале CBS. Во время пробного показа шоу показало хорошие результаты и было продлено на сезон 1975—76 гг. Однако во втором сезоне Шер сама решила прекратить шоу, чтобы снова работать с Сонни. Хотя в шоу Сонни участвовала большая часть актерского состава и команды «Часа комедии» (за исключением музыкального руководителя) и ожидалось, что оно станет большим хитом, шоу Шер добилось гораздо большего успеха, как в рейтингах, так и по отзывам поклонников. Из-за контракта Шер не смогла исполнить многие свои скетчи и персонажей из «Часа комедии» в собственном шоу, поскольку они перешли Сонни.

Среди многочисленных гостей, появившихся на шоу Шер, были Бетт Мидлер, Элтон Джон, Пэт Бун, Дэвид Боуи, Рэй Чарльз, Стив Мартин, The Jackson 5, Айк и Тина Тёрнеры, Дион, Уэйн Ньютон, Линда Ронстадт, Флип Уилсон, Лили Томлин, Фрэнки Валли, Татум О'Нил, Ракель Уэлч, Уэйн Роджерс и LaBelle. 

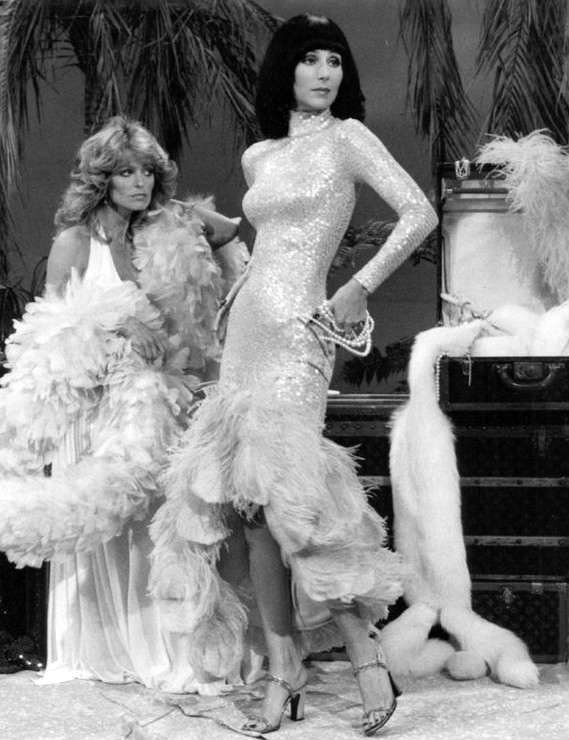
Фэрра Фосетт и Шер на «Шоу Сонни и Шер»

## The Sonny and Cher Show(1976—1977)
В феврале 1976 года, когда горечь развода осталась позади, бывшие супруги воссоединились для участия в «Шоу Сонни и Шер», спродюсированного ветеранами музыкального эстрадного шоу Фрэнком Пеппиаттом и Джоном Эйлсуортом. По сути, это был тот же формат, что и их первое эстрадное шоу, но с новыми сценаристами. Новый логотип — стилизованная рука со скрещенными пальцами — символизировал их рабочие отношения.
Начальные реплики дуэта были заметно более сдержанными и содержали отсылки на развод пары, а также на последующий брак Шер с Греггом Оллманом . (Во время съемок Шер была беременна и в итоге родила Оллману сына Элайджу). Некоторые шутки получились неловкими: в одном из вступительных сегментов Шер сделала Сонни комплимент, и Сонни в шутку ответил: «В зале суда ты говорила совсем другое!» Тем не менее возрожденный сериал набрал достаточный рейтинг, чтобы его продлили на второй сезон. К тому времени жанр варьете переживал уже глубокий упадок, и «Сонни и Шер» была одной из немногих успешных программ этого жанра, остававшихся в эфире. Заключительный сезон шоу транслировался в качестве замены в середине сезона зимой 1977 года.
Среди гостей, принимавших участие в «Шоу Сонни и Шер», были Линн Андерсон, Фрэнки Авалон, Мухаммед Али, Реймонд Берр, Рут Бацци, Чаро, Барбара Иден, Нил Седака, Фэрра Фосетт, Боб Хоуп, Дон Ноттс, Джерри Льюис, Тони Орландо., The Osmonds, Дебби Рейнольдс, The Smothers Brothers, Тина Тёрнер, Твигги, The Jacksons и Бетти Уайт. 

## История трансляций и рейтинги Нильсена

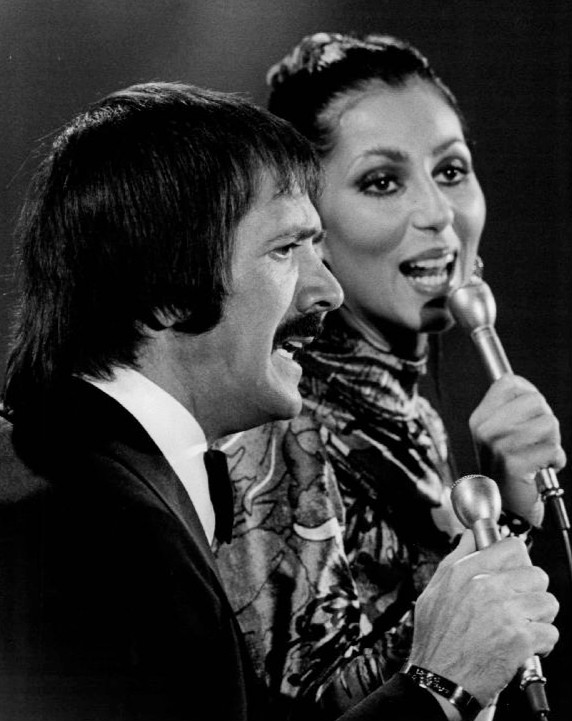
Пара во время выступления на «Шоу Сонни и Шер» в 1976 году.

### «Час комедии с Сонни и Шер»
| Сезон   | Временной интервал                                                                                  | Положение           | Рейтинг               |
| ------- | --------------------------------------------------------------------------------------------------- | ------------------- | --------------------- |
| 1970—71 | Воскресенье с 20:30 до 21:30                                                                        | Не входило в топ-30 | Не входило в топ-30   |
| 1971—72 | Воскресенье с 22:00 до 23:00                                                                        | 27                  | 20.2                  |
| 1972—73 | Пятница с 20:00 до 21:00 (сентябрь — декабрь 1972) Среда с 20:00 до 21:00 (декабрь 1972 - май 1974) | Не входило в топ-30 | Не входило в топ-30   |
| 1973—74 | Пятница с 20:00 до 21:00 (сентябрь — декабрь 1972) Среда с 20:00 до 21:00 (декабрь 1972 - май 1974) | 7                   | 23.3 (В паре с Kojak) |

### «Шоу Сонни и Шер»
| Сезон   | Временной интервал                                                                             | Положение           | Рейтинг             |
| ------- | ---------------------------------------------------------------------------------------------- | ------------------- | ------------------- |
| 1975—76 | Воскресенье с 20:00 до 21:00                                                                   | 23                  | 21,2                |
| 1976—77 | Пятница с 21:00 до 22:00 (январь — март 1977) Понедельник с 22:00 до 23:00 (май — август 1977) | Не входило в топ-30 | Не входило в топ-30 |

## Влияние
За 3 года вещания шоу смотрели в среднем 30 миллионов человек. Программа получила 12 номинаций на премию «Эмми» и выиграла одну за лучшую режиссуру. Программу хвалили за чувство юмора: Сонни дразнил Шер, позволяя ей унижать его в саркастической, но комичной манере. По словам биографа Конни Берман, «пара излучала ауру радости, нежности и тепла, что еще больше усиливало их привлекательность. Зрители были еще больше рады, когда в сериале появилась маленькая Честити. Они выглядели как идеальная семья». Платья, которые носила Шер, привлекали внимание публики и повлияли на женскую моду 70-х.
«Час комедии с Сонни и Шер» также был номинирован в 1973 и 1974 годах на «Золотой глобус» за лучший телесериал — мюзикл или комедия. В 1974 году Шер получила премию «Золотой глобус» за лучшую женскую роль в музыкальном или комедийном сериале за свои выступления в шоу.